# Galleria internazionale d'arte moderna
La Galleria internazionale d'arte moderna de Venècia es troba al palau Ca' Pesaro, al barri de Santa Croce, a prop de Campo San Stae. Ca' Pesaro acull també el Museu d'Art Oriental, situat a la planta superior.

## Història
El palau va ser donat per la noble Felicita Bevilacqua (1822-1899) a la ciutat perquè esdevingués un centre dedicat a l'art modern. El 1902 es va convertir en la seu de la col·lecció municipal d'art modern, originada amb la donació d'Alberto Giovanelli el 1897, amb motiu de la segona Biennal de Venècia. Les obres exposades a l'esdeveniment van ser fer cap a la galeria, que es va convertir en una mena de museu de la Biennal a principis del segle xx.
La col·lecció compta amb obres mestres conegudes: entre les teles i dibuixos, destaquen Judith II de Gustav Klimt, Nu en un mirall de Pierre Bonnard, El rabí de Marc Chagall, Les senyoretes de Felice Casorati, així com obres de Vassili Kandinsky, Paul Klee, Georges Rouault, Henri Matisse, George Grosz, Henry Moore, Giorgio Morandi, Giorgio De Chirico, Umberto Boccioni, Mario Sironi i altres. Entre les escultures, hi ha una gran col·lecció d'obres d'Arturo Martini i Medardo Rosso, i destaca una versió d'El pensador i els Els burgesos de Calais de Auguste Rodin, aquesta última exposada a la primera sala.
L'any 2015, l'alcalde de Venècia Luigi Brugnaro va proposar vendre obres mestres de Klimt i Chagall per equilibrar els comptes de la ciutat.

## Galeria

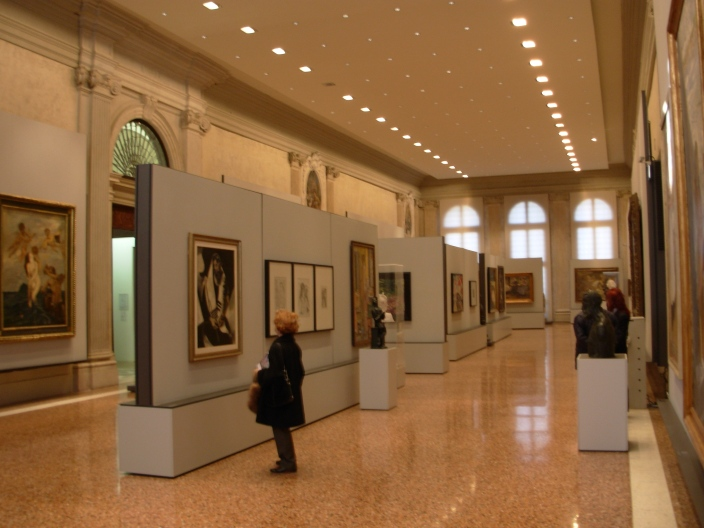
L'interior
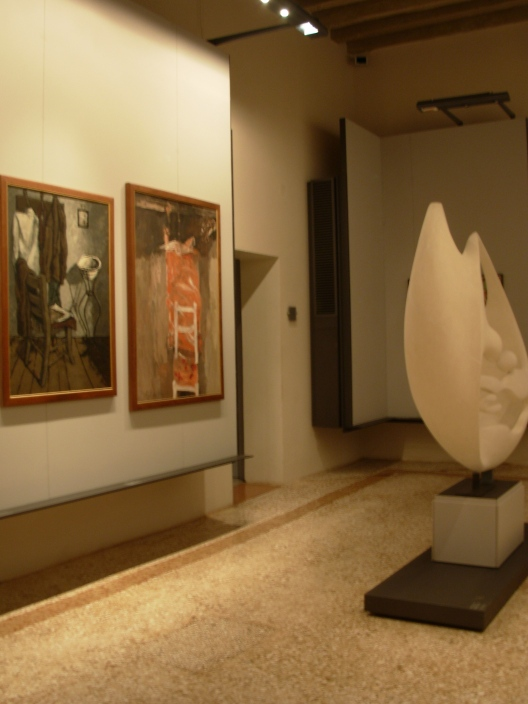
L'interior
La família Giudini de Giacomo Favretto (1873)
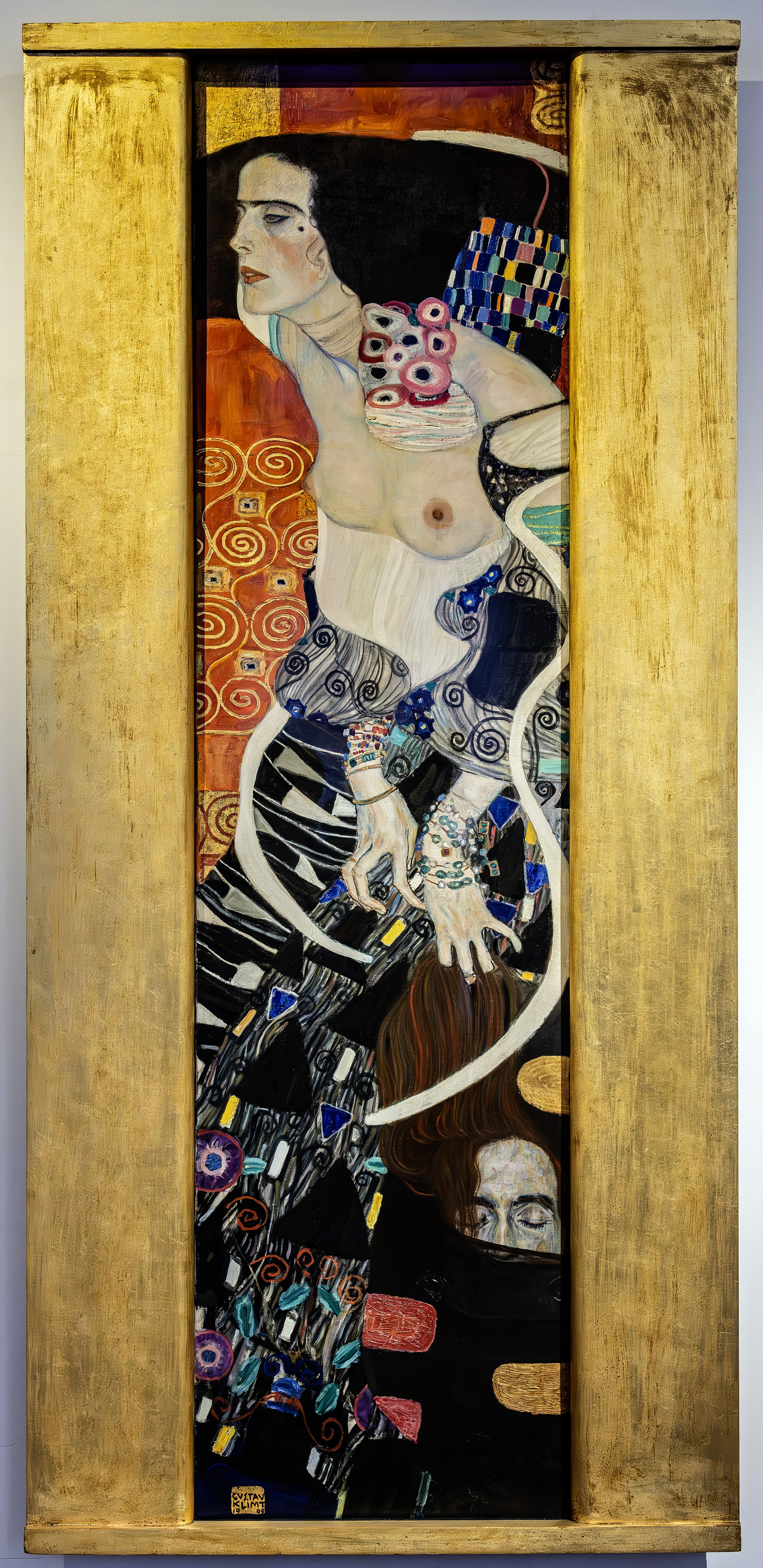
Judit II de Gustav Klimt (1909)
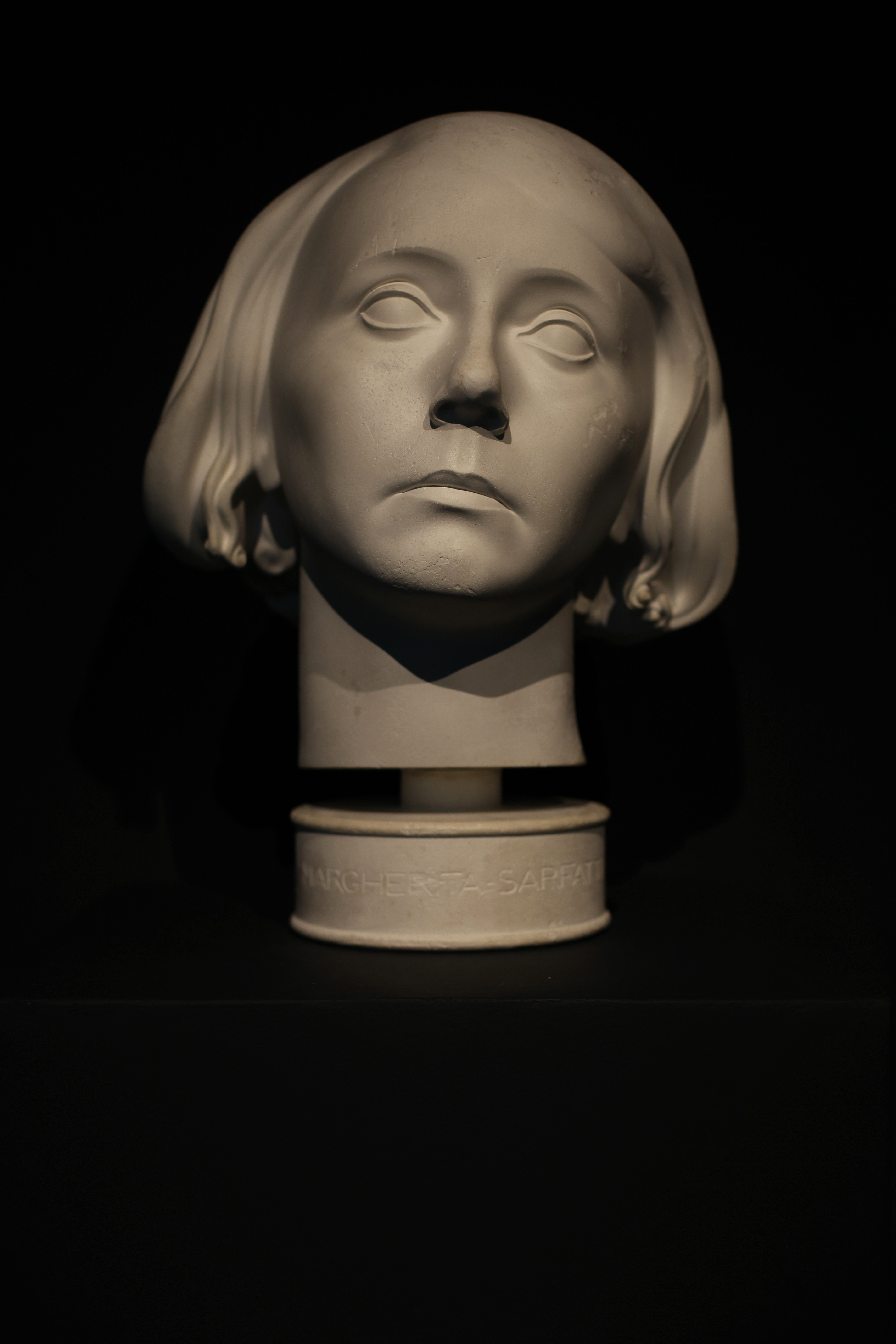
Margherita Sarfatti, d'Adolfo Wildt (1929)
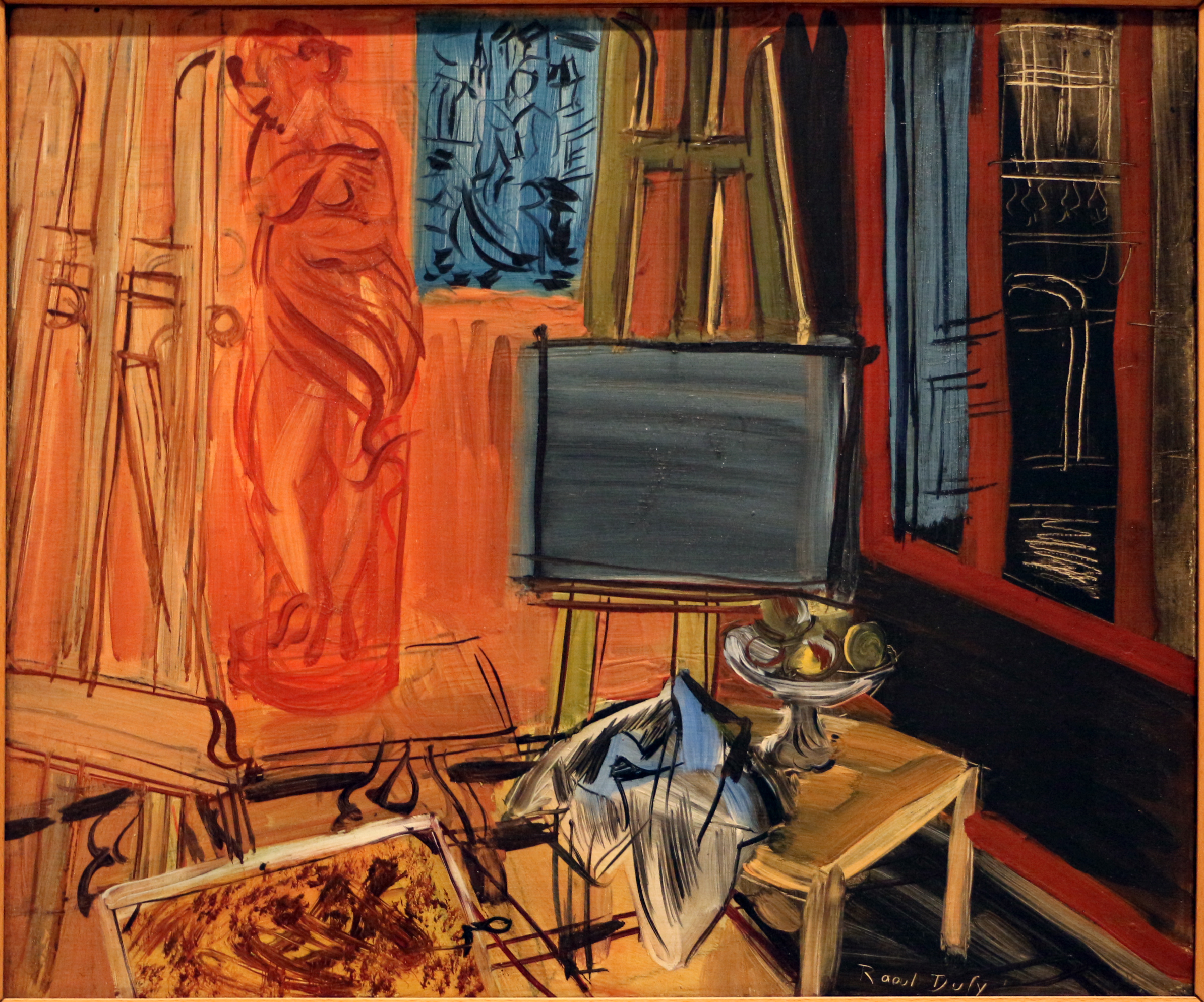
Estudi i fruitera de Raoul Dufy (1942)